# ادموند اختر
ادموند اختر (به ارمنی: Էդմոնդ ԱԽՏԱՐ) بازیکن فوتبال بازنشسته ایرانی ارمنی‌تبار است که در تیم‌های مطرح آرارات، استقلال، پاس تهران بازی کرده‌است.
ادموند متولد ۲۸ آبان ۱۳۵۰ (۱۸ نوامبر ۱۹۷۱) در شهر تهران می‌باشد. ادموند اختر در دو شهرآورد استقلال و پرسپولیس دو گل برای تیم استقلال به ثمر رساند و به یکی از بازیکنان محبوب استقلال تبدیل شد.

## افتخارات
باشگاه فوتبال استقلال تهران
- قهرمان جام حذفی فوتبال ایران ۷۵–۱۳۷۴
- قهرمان لیگ فوتبال ایران جام آزادگان ۷۷–۱۳۷۶
- قهرمان جام پرزیدنت ترکمنستان ۱۹۹۸
- نایب قهرمان لیگ فوتبال ایران جام آزادگان ۱۳۷۳

## حضور و گلزنی در شهرآورد
اختر در دوران حضورش در استقلال در شش شهرآورد به میدان رفت و موفق به زدن دو گل شد.
اختر در شهرآورد ۳۸ گل دوم استقلال و در در شهرآورد ۴۰ گل اول استقلال را به ثمر رساند.
همچنین اختر در شهرآورد چهلم علاوه بر گلزنی موفق به گرفتن یک ضربه پنالتی از نیما نکیسا دروازه‌بان وقت پرسپولیس شد که این ضربه را صادق ورمزیار تبدیل به گل کرد.
اختر جزو آن دسته از بازیکنان استقلال است که در اولین شهرآورد خود موفق به گلزنی در این بازی بزرگ شده‌است.
ادموند اختر در کنار آندرانیک اسکندریان، آندرانیک تیموریان، کاروحق وردیان، مائیس میناسیان و ادموند بزیک به دسته نامورترین ارامنه فوتبال ایران تعلق دارد.
دستاورد حضور اختر در شهرآوردها ۲ برد، ۲ مساوی و ۲ باخت بوده‌ است.